# Sowerbyella laevispora
Sowerbyella laevispora är en svampart som beskrevs av W.Y. Zhuang 2009. Sowerbyella laevispora ingår i släktet Sowerbyella och familjen Pyronemataceae.   Inga underarter finns listade i Catalogue of Life.